# 엘프 (2003년 영화)
엘프(영어: Elf)는 2003년 개봉한 미국의 크리스마스 코미디 영화이다.

## 줄거리
어느 크리스마스 이브, 고아원 아기가 곰 인형을 보고 산타클로스의 자루 속으로 기어 들어가서 의도치 않게 북극점으로 끌려간다. 산타의 작업장에서 아기가 발견되자, 엘프들은 기저귀 상표를 따서 그에게 버디라는 이름을 붙여주고, 파파 엘프가 그를 입양한다. 버디는 자라면서 자신이 엘프라고 믿지만, 성인이 되어 자신이 인간이라는 사실을 알게 된다. 파파 엘프는 버디에게 그의 친부모는 월터 홉스와 수잔 웰스이며, 수잔은 죽기 전에 그를 입양 보냈다고 설명한다. 월터는 현재 뉴욕 엠파이어 스테이트 빌딩에서 아동 도서 출판업자로 일하고 있으며, 버디의 존재를 알지 못한다.
버디는 뉴욕으로 가서 직장에서 월터를 찾지만, 월터는 그를 크리스마스 축전 배달원으로 오인하고 쫓아낸다. 버디는 김벨스 백화점을 방문하고 환멸에 빠진 직원 조비에게 반한다. 다음 날 산타가 백화점을 방문할 것이라는 소식을 듣고 버디는 밤새 백화점을 장식한다. 그러나 백화점 산타가 단순히 의상을 입은 사람임을 깨닫고, 버디는 그를 폭로하고 싸움을 일으키고 매니저가 이를 중재한다.
월터는 마지못해 버디를 감옥에서 보석으로 빼내고 DNA 테스트를 받게 하는데, 이는 그가 자신의 아들임을 확인해준다. 의사는 월터에게 버디를 집으로 데려가 그의 새엄마 에밀리와 이복형제 마이클을 만나게 하라고 제안한다. 월터와 마이클은 버디의 행동에 불안해하지만, 에밀리는 그가 "회복될" 때까지 그를 돌봐야 한다고 주장한다. 마이클은 눈싸움에서 괴롭힘당하는 무리를 물리친 후 버디와 가까워지고, 버디가 조비에게 데이트 신청을 하도록 돕는다.
한편, 월터의 출판사는 최신 도서의 실패로 어려움을 겪고 있다. 월터의 상사 풀턴 그린웨이는 크리스마스 이브까지 새 책을 준비하라고 요구한다. 월터와 그의 동료들은 유명한 아동 작가 마일스 핀치와 회의를 잡지만, 버디가 회의를 방해하고 핀치를 그의 왜소증 때문에 엘프로 착각하여 의도치 않게 모욕한다. 핀치는 버디를 공격하고 회의장을 떠나 월터가 버디에게 화를 내게 만든다. 상심한 버디는 에치 스케치에 사과문을 쓰고 홉스 가족의 아파트를 떠난다.
쪽지를 발견한 마이클은 버디의 떠남 소식을 월터에게 알리기 위해 서둘러 달려간다. 자신의 실수를 깨달은 월터는 직장을 그만두고 마이클과 함께 버디를 찾으러 간다. 한편, 버디는 산타의 썰매가 센트럴 파크에 추락하는 것을 보고 많은 군중을 모은다. 산타는 썰매가 크리스마스 정신 부족으로 비행에 필수적인 엔진을 잃었다고 설명한다.
버디는 엔진을 찾고 월터와 마이클과 재회한다. 월터는 버디에게 폭언에 대해 사과하고 마침내 그를 아들로 받아들인다. 버디가 그들을 산타에게 데려간 후, 마이클은 산타의 목록을 가져와 공원 밖에 모인 뉴스 카메라 앞에서 읽는다. 버디는 센트럴 파크 레인저가 썰매를 추격하는 동안 엔진을 다시 부착하려고 노력한다. 조비는 마지못하는 월터, 군중, 그리고 텔레비전을 시청하는 사람들을 이끌고 "Santa Claus Is Coming to Town"을 부르며, 엔진 없이 썰매를 움직일 충분한 크리스마스 정신을 만들어낸다.
다음 크리스마스까지, 월터와 버디는 자신들의 독립 출판사를 시작했으며, 첫 베스트셀러는 버디의 모험을 바탕으로 한 아동 도서였다. 버디는 또한 조비와 결혼하여 어린 딸 수지를 파파 엘프에게 데려간다.

## 배역
- 윌 페럴 - 버디
- 제임스 칸 - 월터(친아빠)
- 조이 데이셔넬 - 조비
- 메리 스틴버건 - 에밀리(새엄마)
- 대니얼 테이 - 마이클

## 한국판 성우진(MBC)
- 신성호 - 버디(윌 페럴)
- 이종혁 - 월터(제임스 칸)
- 김태훈 - 파파 엘프(밥 뉴하트)
- 김서영 - 조비(조이 데이셔넬)
- 김기현 - 산타(에드워드 애스너)
- 박영희 - 에밀리(메리 스틴버건)
- 이미자 - 마이클(다니엘 테이)
- 이상범 - 흑인(페이즌 러브)
- 최한 - 핀치(피터 딘클리지) / 회장(마이클 러너) / 가짜 산타(아티 렌지)
- 방성준 - 의사(존 패브로) / 직원(카일 가스) / 스노우맨(레론 레드본)
- 이원찬 - 직원(앤디 릭터)
- 문남숙 - 기자(클레어 로티에)
- 박신희 - 데브라(에이미 서데러스)
- 김두희 - 직원(데이비드 베런바움)
- 양준건 - 요정(피터 빌링즐리)
- 류승곤 - 요정(크리스티안 아이리)
- 이민하 - 여자 아이(리디아 로슨 베어드)

## 같이 보기
- 크리스마스 영화 목록